# József Fogl
József Fogl (Ujpest, 14 agosto 1897 – Budapest, 6 febbraio 1971) è stato un calciatore ungherese, di ruolo difensore.

## Carriera
Assieme al fratello Károly Fogl formava il celebre "Fogl-Gát", la coppia difensiva dell'Újpest e della nazionale ungherese.

## Statistiche

### Cronologia presenze e reti in nazionale
| Cronologia completa delle presenze e delle reti in nazionale ― Ungheria | Cronologia completa delle presenze e delle reti in nazionale ― Ungheria | Cronologia completa delle presenze e delle reti in nazionale ― Ungheria | Cronologia completa delle presenze e delle reti in nazionale ― Ungheria | Cronologia completa delle presenze e delle reti in nazionale ― Ungheria | Cronologia completa delle presenze e delle reti in nazionale ― Ungheria | Cronologia completa delle presenze e delle reti in nazionale ― Ungheria | Cronologia completa delle presenze e delle reti in nazionale ― Ungheria |
| Data                                                                    | Città                                                                   | In casa                                                                 | Risultato                                                               | Ospiti                                                                  | Competizione                                                            | Reti                                                                    | Note                                                                    |
| ----------------------------------------------------------------------- | ----------------------------------------------------------------------- | ----------------------------------------------------------------------- | ----------------------------------------------------------------------- | ----------------------------------------------------------------------- | ----------------------------------------------------------------------- | ----------------------------------------------------------------------- | ----------------------------------------------------------------------- |
| 7-11-1920                                                               | Budapest                                                                | Ungheria                                                                | 1 – 2                                                                   | Austria                                                                 | Amichevole                                                              | -                                                                       |                                                                         |
| 2-7-1922                                                                | Bochum                                                                  | Germania                                                                | 0 – 0                                                                   | Ungheria                                                                | Amichevole                                                              | -                                                                       |                                                                         |
| 9-7-1922                                                                | Stoccolma                                                               | Svezia                                                                  | 1 – 1                                                                   | Ungheria                                                                | Amichevole                                                              | -                                                                       |                                                                         |
| 13-7-1922                                                               | Helsinki                                                                | Finlandia                                                               | 1 – 5                                                                   | Ungheria                                                                | Amichevole                                                              | -                                                                       |                                                                         |
| 24-9-1922                                                               | Vienna                                                                  | Austria                                                                 | 2 – 2                                                                   | Ungheria                                                                | Amichevole                                                              | -                                                                       |                                                                         |
| 26-11-1922                                                              | Budapest                                                                | Ungheria                                                                | 1 – 2                                                                   | Austria                                                                 | Amichevole                                                              | -                                                                       |                                                                         |
| 4-3-1923                                                                | Genova                                                                  | Italia                                                                  | 0 – 0                                                                   | Ungheria                                                                | Amichevole                                                              | -                                                                       |                                                                         |
| 11-3-1923                                                               | Losanna                                                                 | Svizzera                                                                | 1 – 6                                                                   | Ungheria                                                                | Amichevole                                                              | -                                                                       |                                                                         |
| 6-5-1923                                                                | Vienna                                                                  | Austria                                                                 | 1 – 0                                                                   | Ungheria                                                                | Amichevole                                                              | -                                                                       |                                                                         |
| 6-4-1924                                                                | Budapest                                                                | Ungheria                                                                | 7 – 1                                                                   | Italia                                                                  | Amichevole                                                              | -                                                                       |                                                                         |
| 4-6-1924                                                                | Le Havre                                                                | Francia                                                                 | 0 – 1                                                                   | Ungheria                                                                | Amichevole                                                              | -                                                                       |                                                                         |
| 14-9-1924                                                               | Vienna                                                                  | Austria                                                                 | 2 – 1                                                                   | Ungheria                                                                | Amichevole                                                              | -                                                                       |                                                                         |
| 21-9-1924                                                               | Budapest                                                                | Ungheria                                                                | 4 – 1                                                                   | Germania                                                                | Amichevole                                                              | -                                                                       |                                                                         |
| 18-1-1925                                                               | Milano                                                                  | Italia                                                                  | 1 – 2                                                                   | Ungheria                                                                | Amichevole                                                              | -                                                                       |                                                                         |
| 25-3-1925                                                               | Budapest                                                                | Ungheria                                                                | 5 – 0                                                                   | Svizzera                                                                | Amichevole                                                              | -                                                                       |                                                                         |
| 5-5-1925                                                                | Vienna                                                                  | Austria                                                                 | 3 – 1                                                                   | Ungheria                                                                | Amichevole                                                              | -                                                                       | 84’                                                                     |
| 21-5-1925                                                               | Budapest                                                                | Ungheria                                                                | 1 – 3                                                                   | Belgio                                                                  | Amichevole                                                              | -                                                                       |                                                                         |
| 12-7-1925                                                               | Stoccolma                                                               | Svezia                                                                  | 6 – 2                                                                   | Ungheria                                                                | Amichevole                                                              | -                                                                       |                                                                         |
| 19-7-1925                                                               | Cracovia                                                                | Polonia                                                                 | 0 – 2                                                                   | Ungheria                                                                | Amichevole                                                              | -                                                                       |                                                                         |
| 20-8-1926                                                               | Budapest                                                                | Ungheria                                                                | 4 – 1                                                                   | Polonia                                                                 | Amichevole                                                              | -                                                                       |                                                                         |
| 19-9-1926                                                               | Vienna                                                                  | Austria                                                                 | 2 – 3                                                                   | Ungheria                                                                | Amichevole                                                              | -                                                                       |                                                                         |
| 14-11-1926                                                              | Budapest                                                                | Ungheria                                                                | 3 – 1                                                                   | Svezia                                                                  | Amichevole                                                              | -                                                                       |                                                                         |
| 19-12-1926                                                              | Vigo                                                                    | Spagna                                                                  | 4 – 2                                                                   | Ungheria                                                                | Amichevole                                                              | -                                                                       |                                                                         |
| 10-4-1927                                                               | Vienna                                                                  | Austria                                                                 | 6 – 0                                                                   | Ungheria                                                                | Amichevole                                                              | -                                                                       |                                                                         |
| 12-6-1927                                                               | Budapest                                                                | Ungheria                                                                | 13 – 1                                                                  | Francia                                                                 | Amichevole                                                              | -                                                                       |                                                                         |
| 25-9-1927                                                               | Budapest                                                                | Ungheria                                                                | 5 – 3                                                                   | Austria                                                                 | Coppa Internazionale 1927-1930                                          | -                                                                       |                                                                         |
| 9-10-1927                                                               | Budapest                                                                | Ungheria                                                                | 1 – 2                                                                   | Cecoslovacchia                                                          | Amichevole                                                              | -                                                                       |                                                                         |
| 22-4-1928                                                               | Budapest                                                                | Ungheria                                                                | 2 – 0                                                                   | Cecoslovacchia                                                          | Coppa Internazionale 1927-1930                                          | -                                                                       | Cap.                                                                    |
| 6-5-1928                                                                | Budapest                                                                | Ungheria                                                                | 5 – 5                                                                   | Austria                                                                 | Amichevole                                                              | -                                                                       | Cap.                                                                    |
| 7-10-1928                                                               | Vienna                                                                  | Austria                                                                 | 5 – 1                                                                   | Ungheria                                                                | Coppa Internazionale 1927-1930                                          | -                                                                       |                                                                         |
| 1-11-1928                                                               | Budapest                                                                | Ungheria                                                                | 3 – 1                                                                   | Svizzera                                                                | Coppa Internazionale 1927-1930                                          | -                                                                       | Cap.                                                                    |
| 8-9-1929                                                                | Praga                                                                   | Cecoslovacchia                                                          | 1 – 1                                                                   | Ungheria                                                                | Coppa Internazionale 1927-1930                                          | -                                                                       | Cap.                                                                    |
| 6-10-1929                                                               | Budapest                                                                | Ungheria                                                                | 2 – 1                                                                   | Austria                                                                 | Amichevole                                                              | -                                                                       | Cap.                                                                    |
| 13-4-1930                                                               | Basilea                                                                 | Svizzera                                                                | 2 – 2                                                                   | Ungheria                                                                | Amichevole                                                              | -                                                                       | Cap.                                                                    |
| 1-5-1930                                                                | Praga                                                                   | Cecoslovacchia                                                          | 1 – 1                                                                   | Ungheria                                                                | Amichevole                                                              | -                                                                       | Cap.                                                                    |
| 11-5-1930                                                               | Budapest                                                                | Ungheria                                                                | 0 – 5                                                                   | Italia                                                                  | Coppa Internazionale 1927-1930                                          | -                                                                       |                                                                         |
| 1-6-1930                                                                | Budapest                                                                | Ungheria                                                                | 2 – 1                                                                   | Austria                                                                 | Amichevole                                                              | -                                                                       | Cap.                                                                    |
| 8-6-1930                                                                | Budapest                                                                | Ungheria                                                                | 6 – 2                                                                   | Paesi Bassi                                                             | Amichevole                                                              | -                                                                       | Cap.                                                                    |
| Totale                                                                  |                                                                         | Presenze                                                                | 38                                                                      |                                                                         | Reti                                                                    | 0                                                                       |                                                                         |

## Palmarès

### Club

#### Competizioni nazionali
- Campionato ungherese: 2

Újpest: 1929-1930, 1930-1931

#### Competizioni internazionali
- Coppa dell'Europa Centrale: 1

Újpesti FC: 1929
- Coupe des Nations: 1

Újpest: 1930